# Virargues
Virargues – miejscowość i gmina we Francji, w regionie Owernia-Rodan-Alpy, w departamencie Cantal.
Według danych na rok 1990 gminę zamieszkiwało 158 osób, a gęstość zaludnienia wynosiła 14 osób/km² (wśród 1310 gmin Owernii Virargues plasuje się na 689. miejscu pod względem liczby ludności, natomiast pod względem powierzchni na miejscu 766.).